# Torre Latinoamericana
De Torre Latinoamericana, ook wel 'Torre Latino', is een wolkenkrabber in Mexico-Stad. Het gebouw heeft een hoogte van 183 meter en 44 verdiepingen. De toren ligt op het kruispunt van de Eje Central en de Calle Francisco I. Madero.

## Bouw

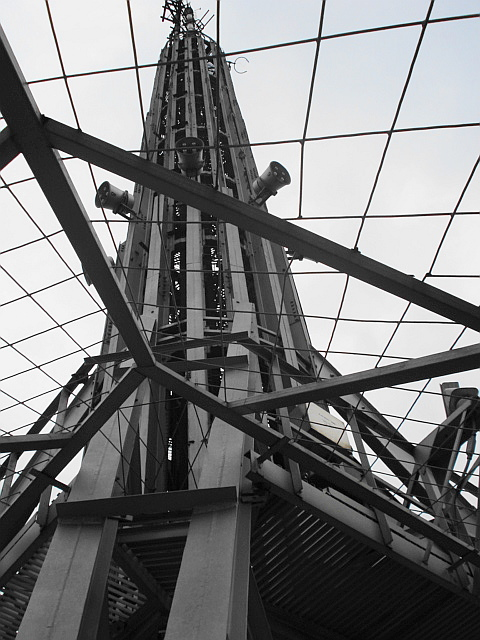
De antenne van de Torre Latinoamericana

De toren is gebouwd tussen 1947 en 1956, in opdracht van verzekeringsmaatschappij La Latinoamericana Seguros de Vida S.A.. Het gebouw is ontworpen in een stijl die doet herinneren aan het Empire State Building. Velen waren bang dat het gebouw te hoog zou zijn om aardbevingen te kunnen doorstaan, maar het was de eerste grote wolkenkrabber ter wereld die met succes is gebouwd in een actieve seismische regio. 
Volgens een legende bevond architect en bouwmeester Leonardo Zeevaert zich tijdens een aardbeving in 1957 op het dak van het gebouw. Terwijl hij om zich heen gebouwen in zag storten bleef de Torre Latinoamericana overeind. Het gebouw overleefde ook de beruchte aardbeving van 1985.
Vanaf zijn voltooiing tot 1982 was de toren het hoogste gebouw van Mexico; in 1982 werd de 214 meter hoge Torre Ejecutiva Pemex voltooid. 
De Torre Latinoamericana werd gebouwd om La Latinoamericana Seguros S.A te huisvesten, een verzekeringsmaatschappij uit 1906. Tijdens de bouw was de verzekeringsmaatschappij in handen van Miguel Macedo, een van de grootste financiële tycoons van dat moment. Aanvankelijk stond er een kleiner gebouw op dezelfde plek dat de maatschappij huisvestte, maar de maatschappij verhuisde tijdelijk totdat de bouw gereed was. Na oplevering betrok de maatschappij de vierde tot en met de achtste etage; de andere etages stonden te huur. Het observatiedeck op de 44e etage is het hoogste, publiek toegankelijke observatiedeck van Mexico-Stad.

## Aardbevingen

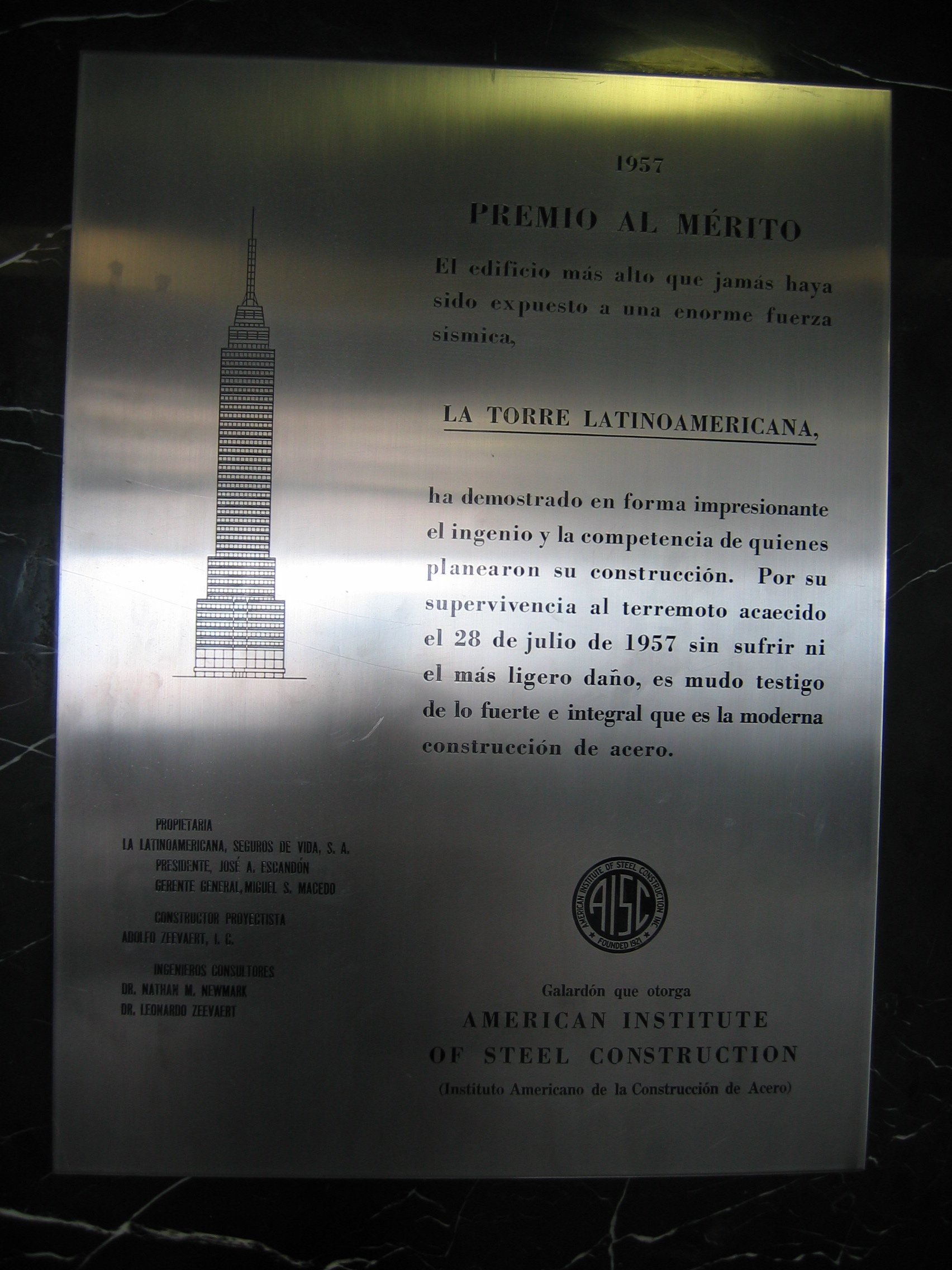
Herdenkingsplaquette voor de aardbeving van 1957

Het gebouw werd ontworpen door de broers Leonardo Zeevaert en Adolfo Zeevaert, bijgestaan door Nathan M. Newmark. De toren werd berucht toen hij de aardbeving van 1957, met een magnitude van 7,9, weerstond. Hierdoor kreeg het gebouw een prijs van het American Institute of Steel Construction, omdat het op dat moment "het hoogste gebouw ooit was dat had blootgestaan aan een geweldige seismische activiteit". Ook weerstond het de aardbeving van 1985, die een kracht van 8,1 had. Deze aardbeving had vele wolkenkrabbers in de binnenstad verwoest, inclusief die rondom de Torre Latinoamericana, maar deze toren bleef zelf overeind staan. Daardoor is het een symbool van veiligheid geworden in Mexico-Stad.

## Hedendaags gebruik

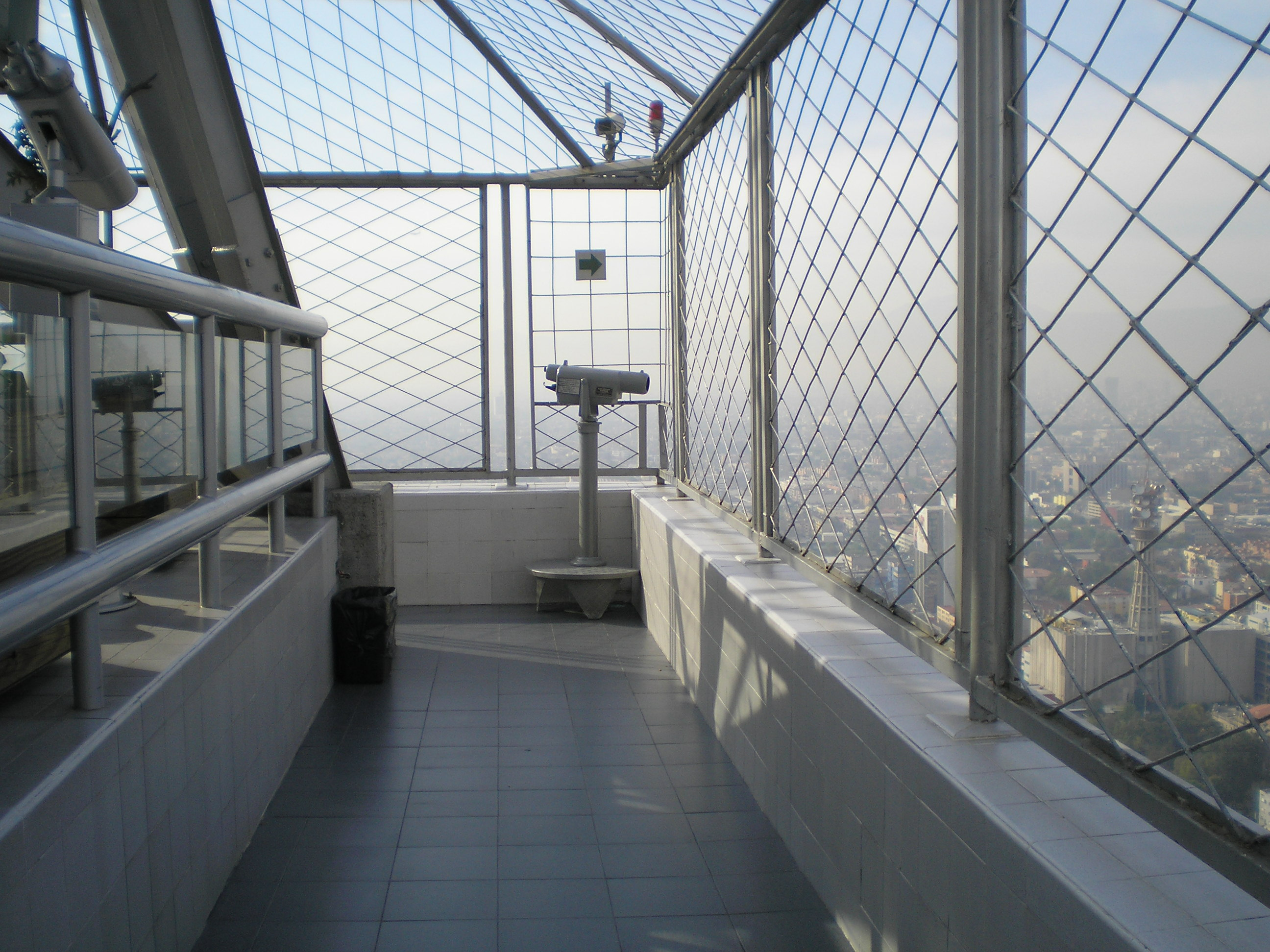
Observatiedeck

Naast de verzekeringsmaatschappij zijn tevens Inmobilaria Torre Latinoamericana (vastgoedonderneming), Telcel (telecombedrijf) en Banco Inbursa (bank) de grootste gebruikers van de toren. De eigenaren zijn tegenwoordig de originele verzekeringsmaatschappij en de zakenman Carlos Slim, die zowel Telcel als Banco Inbursa bezit.
Op twee van de bovenste etages is een museum gevestigd dat over de geschiedenis van de directe omgeving van het gebouw gaat, inclusief een sectie over de oorspronkelijke bewoners. De toren is aangesloten bij de World Federation of Great Towers. Er zijn plannen om de buitenzijde met nieuwe materialen te bekleden, echter zonder het aangezicht te veranderen. Aangezien het als historisch monument geldt, mag het aangezicht niet worden veranderd.